# スカージ
スカージ（Scourge）はハスブロとタカラ（現タカラトミー）のトランスフォーマーシリーズのキャラクター。

## 初代（G1）
『トランスフォーマー ザ・ムービー』から登場。声を担当したのは英語版がスタン・ジョーンズ、日本語版が島香裕。なお『ザ☆ヘッドマスターズ』では佐藤正治、『ザ・リバース』では広瀬正志が声を担当した。

### 性格・特徴
ガルバトロンの親衛隊・追跡者軍団スウィープスのリーダー。ホバー型のUFOに変形。
『ザ・ムービー』にて宇宙に放逐されたデストロンがユニクロンにより強化改造され、誕生した。ガルバトロンと異なり、前身を思わせる描写はない。同じく誕生したサイクロナスと行動を共にすることが多いが、作品によって態度が異なる。
好戦的かつ卑劣な性格だが、臆病者であり『2010』ではゴマをするような言動も多い。また部下のスウィープスも統率出来ていない一面もある。
武器はレーザーブラスター。ビークルモードでの頭部からの粉砕光線や各種レーザーなど。ハイテック・スキャナーを持ち、サイバトロンの索敵が可能。胸部とビークルの機体下部は収納スペースとして描写されたこともある。

### 活躍

#### トランスフォーマー ザ・ムービー
サイバトロンとの戦いで負傷し宇宙に放逐されたサンダークラッカー、キックバック、シャープネルらがユニクロンの手により強化改造され誕生。ユニクロンよりマトリクス破壊を命じられ、ガルバトロンと行動を共にする。ガルバトロンに従いながらも、制裁の光を受けた際は「我々の主はユニクロン様」と忠告している。
地球でサイバトロンを襲撃した際はウルトラマグナスの始末を豪語、惑星ジャンキオンではガルバトロンの命令の元ウルトラマグナスに一斉砲撃を加え、戦闘不能に追い込む。
その後、ガルバトロンがマトリクスを手に入れ、ユニクロンを裏切ったことによりセイバートロン星が襲撃された際、どうしていたかは不明。

#### 戦え!超ロボット生命体トランスフォーマー2010
ユニクロン戦争に敗れ、惑星ジャールに追放されたデストロンの前にサイクロナスと共に現れる。ユニクロンの首に残されていたメモリーバンクから、ガルバトロンの居場所を割り出し、ガルバトロンを救出する。サイクロナスのことは「殿」と付けて呼ぶ。
第16話「スタースクリームの復活」ではスタースクリームの幽霊に憑依され、仲間に発砲。彼の復活に手を貸さざるを得なくなってしまう。彼の行動はユニクロン復活にまで及び、サイバトロンにこれを伝える。
第28話「重すぎた使命」ではガルバトロンがマトリクスを手に入れるも、マトリクスを使えないと判断。スカージはマトリクスの破壊を命じられるも、その力に目をつけ体内に入れるとボディに強大な力がみなぎり（本人曰く「10万デストロン力」）、姿形も変貌する。暴走したスカージはガルバトロンを倒してデストロンを引き連れて日本で暴れ、街を破壊する。しかしそこに駆け付けたホットロディマスに倒され、マトリクスは取り戻される。ガルバトロンに詰め寄られると、マトリクスに責任転嫁するが制裁される。
終盤、宇宙ペストに感染。惑星ジャールにてサイクロナスやプレダキングと共にガルバトロンを執拗に狙った。

#### トランスフォーマー ザ・リバース
『2010』同様サイクロナスの補佐として活躍。サイクロナスとは同等の関係となっている。ネビュロン星にてフレイカス/Fracas（声 - 堀川仁／英 - ニール・ロス）をパートナーにしてターゲットマスターになる。
冒頭でセイバートロン星のプラズマエネルギー貯蔵庫の鍵を手に入れ、開放するも、そのエネルギーによりパワーがオーバーロード。鍵はサイバトロンに取り戻される。駆けつけたサイクロナスたちの手により持ち直した後はガルバトロンの命令で鍵を奪うためにネビュロン星へ行く。
一度はホットロッドらサイバトロンを捕らえる。このとき、ブラーに尋問し、チャーを拷問にかけていた。新戦力ヘッドマスターに敗れる。その後、ネビュロン星を支配していたハイブと遭遇。スカージは取引を受け入れるも、サイクロナスが自分たちは武器を差し出すように差し向け、ナイトスティックをパートナーにしてターゲットマスターになる。フレイカスが自己主張した際、フレイカスを「小うるさい奴」と称した。
ガルバトロンと合流した後は、プラズマエネルギー貯蔵庫まで付き添い、解放後、スコーピオンに乗り込み、ガルバトロンらと共に宇宙へと逃走する。

#### トランスフォーマー ザ☆ヘッドマスターズ
初登場は第3話「夢のダブルコンボイ誕生」。『2010』同様にサイクロナスと行動を取ることが多いが、失態が続き、サウンドブラスターからも「2軍」扱いされる。
セイバートロン星が爆発し、ガルバトロンが行方不明になった後は、スコルポノックに取り入ろうとして戴冠式の準備をしていた。
最終回である第35話「最後の地球大決戦 （後編）」では、スコルポノックの脇に立って状況報告をしていた。
終盤、『リバース』同様ターゲットマスターになる予定だった。

### コミック版での活躍
テレビマガジン版コミックでは第2作『超ロボット生命体物語ザ☆トランスフォーマー』の第1話より登場。
ケイブンシャの大百科別冊『戦え!超ロボット生命体トランスフォーマー2010』に掲載された「最強のトランスフォーマーは」ではデストロン側の7人のメンバーに選抜。ブラーをスタースクリームとともに挟み撃ちにするが、避けられてしまいスタースクリームの攻撃を受けダウン。

### 玩具（初代（G1））
国内では、1986年11月に「D-71」のナンバーを与えられて発売。開発を担当した餘家英昭は忙しい合間を縫って担当したという。
海外では後にターゲットマスター版が発売。フレイカスを追加し、ジョイントを設けられている。国内でも発売予定があったかが中止となった。
フレイカスはナイトスティックとして日本オリジナルのターゲットマスター、「C-108 アートファイヤー」に同梱された。

## 悪のコンボイ
『トランスフォーマー カーロボット』の海外版『Transformers: Robots In Disguise』に登場するブラックコンボイがScourgeの名称となって以降、悪の（もしくは黒い）コンボイの名称として使われることが多い。

### マイクロン伝説
第43話「怪物（にせもの）」に登場。コンボイと同じ姿、同じ武器、変形能力を持つ。暗黒の剣・ダークセイバーを召喚して使用する。
野獣のように唸り声を上げ、塩の惑星に降り立ったサイバトロン、デストロン両軍に襲い掛かった。
スカージは玩具上の名前で脚本ではブラックコンボイとして扱われていた。英語版の名称はNemesis Prime（ネメシスプライム）。

#### 玩具（マイクロン伝説）
玩具はSTDコンボイの塗装変更品。テレビマガジン平成15年9月号にてスペシャル誌上オーダー商品として先着限定数5000個のみの販売。付属マイクロンはスウィープ。海外名はRUN-OVER。
海外では塗装が変更され、一般販売されている。

### トランスフォーマー スーパーリンク アナザーストーリー コンボイVSスカージ
組み立てキット『プラキットコレクション』で展開された外伝コミックにてグランドスカージが登場。グランドコンボイと瓜二つの姿であり、コンボイ同様に専用のグランドフォースとグランドクロス（合体）してグランドスカージハイパーモードになる。

### その他
『トランスフォーマー ギャラクシーフォース』の海外版『TRANSFORMERS CYBERTRON（トランスフォーマーサイバートロン）』に登場するフレイムコンボイの海外名や、『ビーストウォーズメタルス』の、メカイナゴに変身する玩具オリジナルキャラクターの名前にも使われている。

## トランスフォーマー ユナイテッド
初代（G1）に準じたデザインで登場。国内では2011年3月26日に「UN21 ディセプティコンスカージ」として発売。4月にはe-hobby限定商品「TFユナイテッド Decepticon SET」にガルバトロン（パープルクリアバージョン）、サイクロナス（レッドパープルクリアバージョン）、ブルーパープルクリアバージョンが発売。ユニクロンからの力により転生した瞬間をイメージしたものとされている。なお『e-HOBBY News』で配信された、「2010 Expanded Story」によるとサンダークラッカーの転生とされる。
スカージ発売以前の2010年12月には「トランスフォーマーユナイテッド 発売記念キャンペーン」にてミニコン・チェインクローの配色変更品がフレイカスとしてヨドバシカメラ、ビックカメラで関連商品を3000円以上購入者に配布された。
『トランスフォーマージェネレーション 2011 Vol.2』に掲載されたコミック「ネビュロス星の激闘」ではネビュロス星にてオートボットを待ち受け、一斉攻撃を加えるが、ストラクサスが敗れたことをきっかけに撤退。

## 実写映画版
『トランスフォーマー/ビースト覚醒』に登場。声を担当したのは原語版がピーター・ディンクレイジ、日本語版が飛田展男。

### 性格・特徴
ユニクロン配下の勢力・テラーコンを率いるリーダーで、本作品のメインヴィラン。1994年製のピータービルト・モデル359木材運搬用トレーラートラックに変形する。
かつてユニクロンによって故郷を滅ぼされるも、忠誠と引き換えに強大な力を授かり、以来、何千年にもわたって侵略と殺戮を繰り返しており、ユニクロンの配下の中で最強と恐れられている。主君への忠誠を示すかの如く、テラーコンのエンブレムを模した仮面を身に着けているが、その素顔は左半分が大きく欠損した痛ましいものとなっている。
彼自身も強者との戦いを好み、仕留めたトランスフォーマーからエンブレムを奪うトロフィーハンティングを行っており、彼自身のボディやフロントグリルに数多くの戦利品を飾っている。
武器は右腕から展開するブレードと、左腕の鉤爪によるプラズマクロ―。両腕共にブラスターを展開できるが造形は左右で異なり、左腕はプラズマキャノン、右腕はライフル型で被弾した敵をユニクロンの力で蝕み洗脳下に置く弾丸を放つ。また、眷属としてスウィープス / Sweepsと呼ばれる小型のテラーコン、フリーザー / Freezerとノヴァケイン / Novakaneを体内に収納しており、猟犬のように使役する。
オプティマスプライム（コンボイ）との一騎打ちで、溶岩に押し付けながらエナジーソードで、両腕を引きちぎられて溶岩に押し付けられたまま顔面を貫かれ、切断された。

### 玩具
『スタジオシリーズ』では、「SS-109」のナンバーを与えられたリーダークラスが2023年8月に発売。劇中とは異なり、架空のトレーラートラックに変形する。またデザインはコンセプトアートに基づいており、頭部や肩などが劇中のフォルムと異なっている。
左腕は鉤爪とブラスターへの取り換えが可能となっている他、同シリーズの「SS-105」として発売されたフリーザーを、右腕やビークルモードに武装させることが出来る。